# Piano Morgenthau

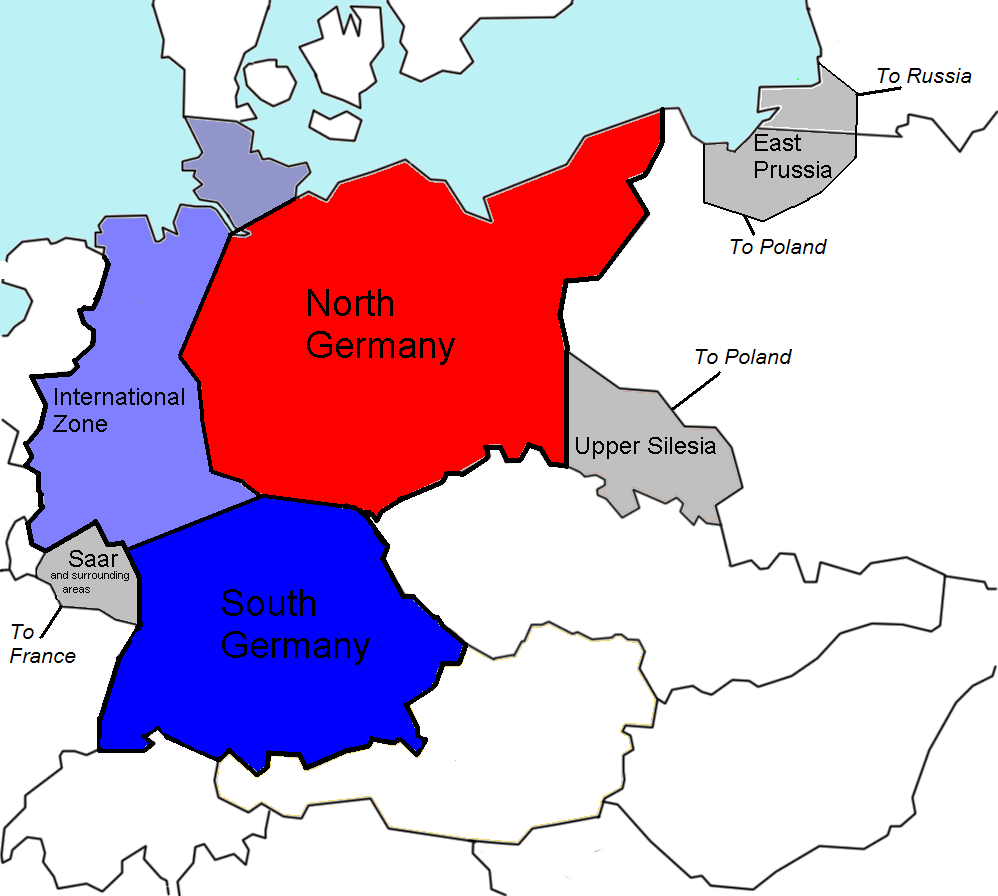
Il Piano Morgenthau: la proposta di partizione della Germania in uno stato del Nord, uno del Sud e una Zona internazionale. Le aree in grigio sarebbero state annesse da Francia, Polonia e URSS.

Il piano Morgenthau era un programma per l'occupazione della Germania dopo la seconda guerra mondiale, che propugnava rigide misure finalizzate a impedire alla Germania la possibilità di risollevarsi come potenza economica e militare. Nell'ottobre 1945 Henry Morgenthau Jr. pubblicò un libro dal titolo Germany Is Our Problem ("La Germania è il nostro problema"), nel quale spiegava il suo programma.

## La genesi
Il piano proposto prese il nome del suo autore, Henry Morgenthau Jr., all'epoca Segretario al Tesoro degli Stati Uniti. Il 16 settembre 1944 alla Seconda conferenza di Québec, il presidente statunitense Roosevelt e Morgenthau stesso persuasero il primo ministro britannico Winston Churchill, inizialmente molto riluttante, ad acconsentire al programma, probabilmente utilizzando come leva un accordo Lend-Lease da 6 miliardi di dollari. Churchill scelse tuttavia di limitare la portata della proposta Morgenthau, scrivendo una nuova bozza del memorandum che fu poi la versione firmata dai due statisti.
Il senso del memorandum firmato stava in questa frase: «Questo programma per l'eliminazione delle industrie belliche nella Ruhr e nella Saar convertirà la Germania in un paese a vocazione soprattutto agricola e pastorale». Quando le notizie dell'esistenza del programma arrivarono alla stampa, la risposta del presidente Roosevelt alle inchieste che seguirono fu di negare la notizia. In Germania, durante la guerra, Goebbels diffuse inquietanti informazioni sul programma per sostenere la resistenza tedesca sul fronte occidentale.
Nella Germania occupata, il Piano Morgenthau si basava sulla direttiva di occupazione degli Stati Uniti d'America (JCS 1067) e sui piani alleati di disarmo industriale, pensati per ridurre la forza economica tedesca e per distruggere la possibilità della Germania di intraprendere la guerra, tramite una completa o parziale de-industrializzazione e l'imposizione di limitazioni sull'utilizzo della rimanente capacità produttiva. Al 1950, dopo il completamento virtuale dei piani di "livellazione industriale", per allora molto ridimensionati, erano state rimosse le apparecchiature da 706 impianti manifatturieri nell'ovest e la capacità di produzione dell'acciaio era stata ridotta di 6.700.000 tonnellate.
All'inizio del 1946 il presidente degli Stati Uniti Harry S. Truman cedette alle pressioni del Congresso e della pubblica opinione, permettendo alle organizzazioni umanitarie straniere di entrare in Germania, per valutarne le condizioni alimentari. A metà del 1946 fu infine permesso a organizzazioni umanitarie non tedesche di aiutare i denutriti bambini tedeschi. Il governo degli Stati Uniti abbandonò formalmente il Piano Morgenthau come sostegno alla politica di occupazione nel settembre del 1946, con il discorso del Segretario di Stato James Francis Byrnes dal titolo "Nuova dichiarazione della politica sulla Germania".
Nel mese di luglio del 1947, con l'avvento della progettazione iniziale del Piano Marshall, pensato per aiutare l'economia europea in crisi a risollevarsi, le limitazioni disposte sulla produzione annuale d'acciaio tedesca furono diminuite. Le quote di produzione d'acciaio consentite furono aumentate dal 25% al 50% della capacità prebellica; inoltre la direttiva JCS 1067, la cui sezione economica aveva proibito "passi verso la riabilitazione economica della Germania [o] destinati a mantenere o rafforzare l'economia tedesca", fu allora sostituita dalla nuova direttiva JCS 1779 che sottolineava invece che "Un'Europa ordinata e prospera richiede il contributo economico di una Germania stabile e produttiva."
All'inizio del 1947 quattro milioni di soldati tedeschi erano ancora utilizzati per lavori forzati nel Regno Unito, in Francia e in Unione Sovietica. Nel 1951 la Repubblica federale di Germania acconsentì ad associarsi per l'anno successivo alla Comunità europea del carbone e dell'acciaio (CECA). Questo significò che alcune delle limitazioni economiche sulla capacità produttiva e sulla produzione reale, che erano state imposte dall'Autorità Internazionale per la Ruhr, furono abolite e che il relativo ruolo fu rilevato dalla CECA. Nella Germania contemporanea gli ambienti di estrema destra presentano il Piano Morgenthau come un progetto inerente al complotto ebraico per l'asservimento della Germania.

## Il contenuto originario
Il memorandum originale, scritto nel periodo fra il gennaio e l'inizio di settembre 1944, sottoscritto dal Morghentau e intitolato Suggested Post-Surrender Program for Germany (Programma post-resa suggerito per la Germania), è conservato nella Biblioteca e Museo presidenziali Franklin D. Roosevelt. Testo e immagine in fac-simile sono consultabili on-line.
Nella proposta originale questo programma doveva essere attuato in tre aspetti principali:
- la Germania doveva essere divisa in due stati indipendenti, uno meridionale e uno settentrionale;
- i principali centri industriali ed estrattivi tedeschi, comprese le zone della Saar, della Ruhr e della Slesia Superiore dovevano essere internazionalizzati o annessi dai Paesi vicini (Francia e Polonia);
- tutta l'industria pesante doveva essere smantellata oppure distrutta.

Le disposizioni principali possono essere così riassunte:
1) Smilitarizzazione della Germania. Dovrebbe essere obiettivo delle Forze Alleate provvedere alla totale smilitarizzazione della Germania nel più breve tempo possibile dopo la resa. Questo significa il disarmo totale delle forze armate tedesche e della popolazione (inclusa la rimozione o la distruzione di tutto il materiale bellico), la completa distruzione dell'industria tedesca dell'armamento e la rimozione o distruzione di altre industrie-chiave la cui produzione è basilare per la sua forza militare.
2) Divisione della Germania.
(a) Alla Polonia dovrebbe andare quella parte della Prussia orientale che non è assegnata all'URSS e la parte meridionale della Slesia indicata sulla cartina allegata (Appendice A).
(b) Alla Francia dovrebbero andare la Saar e i territori adiacenti delimitati dai fiumi Reno e Mosella.
(c) Come indicato nella parte 3, dovrebbe essere creata una Zona Internazionale che contenga la Ruhr e le aree industriali circostanti.
(d) La rimanente parte della Germania dovrebbe essere divisa in due stati autonomi e indipendenti comprendenti (1) Stati tedeschi del Sud che comprendano la Baviera, il Württemberg, il Baden e qualche territorio minore e (2) Stati tedeschi del Nord, comprendenti gran parte dei vecchi stati di Prussia, Sassonia, Turingia e parecchi altri piccoli stati. Vi sarà una unione doganale fra il nuovo stato della Germania del Sud e l'Austria, i cui confini politici verranno ripristinati alla situazione antecedente il 1938.
3) La zona della Ruhr (la Ruhr, le aree industriali circostanti, come si vede dalla cartina allegata, compresa la Renania, il canale di Kiel e tutti i territori a nord del canale di Kiel). Qui si trova il cuore del potere industriale tedesco, il calderone delle guerre. Questa area deve essere non solo privata delle attualmente esistenti industrie ma indebolita e controllata in modo che non possa in un prevedibile tempo futuro diventare un'area industriale. Ciò verrà attuato con i seguenti passi:
(a) nel breve periodo, possibilmente non oltre i sei mesi dalla fine delle ostilità, tutti gli impianti e i macchinari industriali non distrutti da azioni belliche saranno smantellati e allontanati dall'area se non distrutti. Tutti i macchinari delle miniere verranno rimossi e le miniere stesse accuratamente poste fuori uso. Si anticipa che questo passo verrà attuato in tre fasi:
(i) Le forze armate non appena entrate nella zona distruggeranno tutti gli impianti che non possono essere rimossi;
(ii) Rimozione degli impianti e macchinari da parte di membri delle Nazioni Unite a titolo di restituzione e riparazione [dei danni di guerra, n.d.t.] (paragrafo 4);
(iii) Ogni impianto e macchinario non rimosso entro un determinato lasso di tempo, diciamo 6 mesi, sarà completamente distrutto o ridotto a rottame e posto a disposizione delle Nazioni Unite.
(b) A tutti coloro che abitano quest'area dev'essere chiaramente fatto capire che non le sarà più concesso di diventare una zona industriale. Conseguentemente tutti gli abitanti dell'area e le relative famiglie nelle quali sono presenti particolari specializzazioni o addestramento tecnico dovranno essere incoraggiati a emigrare in modo definitivo dall'area in questione e dovranno essere sparsi su un territorio più ampio possibile.
(c) L'area dovrà divenire una zona internazionale governata da una organizzazione di sicurezza internazionale istituita dalle Nazioni Unite. Il governo di questa zona dell'organizzazione internazionale dovrà essere ispirato a politiche volte all'attuazione dei sopra menzionati obiettivi.
4) Restituzioni e Riparazioni. Le riparazioni, in forma di pagamenti e forniture ricorrenti, non devono essere richieste. Le restituzioni e le riparazioni saranno effettuate da trasferimenti delle risorse esistenti della Germania e dei territori, ad es.:
(a) mediante la restituzione di beni di proprietà saccheggiati dai tedeschi nei territori da loro occupati;
(b) con il passaggio di territori tedeschi e dei diritti privati su proprietà industriali site in tali territori alle potenze d'invasione e alle organizzazioni internazionali secondo il programma di ripartizione;
(c) mediante rimozione e distribuzione fra i paesi devastati di impianti industriali e macchinari siti all'interno della Zona Internazionale e negli stati delle Germanie del Nord e del Sud delimitate nella sezione di ripartizione;
(d) mediante lavoro forzato da parte di tedeschi fuori della Germania; e
(e) mediante confisca di tutti beni di proprietà germanica di qualsivoglia tipo siti fuori della Germania.

## La Seconda Conferenza di Quebec
Nella Seconda Conferenza di Québec, un incontro militare ad alto livello tenutosi nella città di Québec dal 12 al 16 settembre 1944, tra i governi del Regno Unito e degli Stati Uniti, rappresentati rispettivamente da Winston Churchill e da Franklin Delano Roosevelt, fu raggiunto l'accordo su numerose materie, incluso un piano per la Germania, basato sulla proposta originale di Morghenthau. Il memorandum preparato da Churchill prevedeva «... l'eliminazione delle industrie belliche nella Ruhr e nella Saar [...] cercando di convertire la Germania in un paese a economia prevalentemente agricola e pastorale.»
Questo memorandum, insieme ai piani di "disarmo industriale" nella Germania occupata, è conosciuto generalmente come il vero "piano Morghenthau".

## Le ripercussioni sulla politica del tempo
La reazione negativa della pubblica opinione manifestatasi dopo la pubblicazione del piano Morgenthau costrinse il presidente Roosevelt ad accantonare quel piano pubblicamente e a impedire la formulazione di ulteriori piani di occupazione della Germania. Con il decesso del presidente il piano non ebbe effetti ma le sue idee permearono parte della pubblica amministrazione americana, specialmente il Ministero del Tesoro di Morgenthau, determinando conseguenze sui successivi piani Usa e Alleati, in particolare:
- la Conferenza di Potsdam;
- la Direttiva 1067 dello Stato maggiore (aprile 1945 – luglio 1947);
- i piani industriali per la Germania (a livello di accordi sull'industria).

La direttiva JCS 1067 proibiva esplicitamente ogni aiuto economico o ricostruttivo di qualsiasi genere al popolo tedesco, anche solo per mantenere il (basso) livello economico del momento. Gli sforzi delle autorità di occupazione americana erano concentrati sulla "denazificazione" e sulla distruzione delle capacità produttive dell'industria pesante tedesca della guerra.
Nel gennaio 1946 il Consiglio di controllo alleato impostò i fondamenti della futura economia tedesca ponendo un tetto alla produzione tedesca di acciaio a circa il 25% della produzione antebellica. Le acciaierie che risultavano così eccedenti furono smantellate.
Un'altra conseguenza della Conferenza di Potsdam fu che le forze di ciascuna delle nazioni occupanti erano obbligate a garantire che il livello di vita dei tedeschi diventasse uguale a quello delle popolazioni confinanti con la Germania prima della guerra, in particolare come quelle dei francesi. Lo standard di vita tedesco doveva essere ridotto al livello di quello presente al picco della Grande depressione (1932).
Il primo piano sul "livello dell'industria", firmato nel 1946, stabiliva che l'industria pesante tedesca fosse ridotta al 50% di quello che aveva nel 1938, chiudendo 1 500 stabilimenti. I problemi generati dalla messa in atto di questo tipo di politica risultarono infine evidenti a gran parte dei funzionari statunitensi in Germania. Quest'ultima non era più il gigante industriale dell'Europa e il suo impoverimento faceva ritardare la ricostruzione generale nel continente europeo.
La endemica carenza di beni in Germania comportava continui esborsi anche per le potenze occupanti, che erano costrette a far fronte ai continui cali di produzione attraverso il programma GARIOA (Government and Relief in Occupied Areas).
Vista la povertà e carestia in Europa, e con l'inizio della guerra fredda, che rese importante evitare la consegna della Germania ai comunisti, divenne evidente nel 1947 la necessità di cambiare politica. Il mutamento fu annunciato da un discorso tenuto a Stoccarda il 6 settembre 1946 da James Francis Byrnes, Segretario di Stato dal 3 luglio 1945 al 21 gennaio 1947, e rimasto famoso. Conosciuto anche come "il discorso della speranza", esso diede il via alla futura politica americana, ripudiando la politica economica del piano Morgenthau e annunciando una nuova politica di ricostruzione post-bellica che diede alla Germania la speranza per il suo futuro. I rapporti scritti dall'ex-presidente statunitense Herbert Hoover sulla sua missione economica in Germania e Austria nel 1947 e il Report on Germany, scritto dall'industriale Lewis H. Brown su incarico del generale statunitense Lucius Clay contribuirono al mutamento della politica alleata nei confronti della Germania. Le potenze occidentali temevano ora soprattutto che povertà e fame spingessero i tedeschi verso il comunismo.
Il generale Lucius Clay così affermò allora:
(Lucius Clay)
Dopo le pressioni del Joint Chiefs of Staff, del generale Clay e del Segretario di Stato George Marshall l'amministrazione Truman comprese finalmente che la ripresa economica in Europa non poteva realizzarsi senza la ricostruzione dell'industria di base tedesca dalla quale essa era stata precedentemente dipendente.
Nel luglio del 1947 il presidente statunitense H. Truman revocò, «...per motivi di sicurezza nazionale...», la punitiva (per la Germania) direttiva JCS 1067, che aveva imposto alle forze americane di occupazione in Germania di «...non compiere alcun passo verso il ristabilimento dell'economia tedesca.» Questa direttiva fu sostituita con la JCS 1779 che al contrario sottolineava alle forze statunitensi di occupazione come un'ordinata, prosperosa Europa necessitasse il contributo di una Germania stabile e produttiva.
Il più evidente esempio di questo mutamento di politica si ebbe quando il piano elaborato dal Segretario di Stato George Marshall, il "Programma europeo di ricostruzione", meglio conosciuto come Piano Marshall, che prevedeva una forma di prestiti anziché aiuti gratuiti a numerosi paesi, fu esteso anche alla Germania Ovest.
Il Piano Marshall ... non è un'opera filantropica ... Esso è basato sul nostro modo di vedere le esigenze di sicurezza degli Americani ... Questa è l'unica via pacifica ora aperta a noi, che possiamo rispondere alla sfida comunista, al nostro modo di vivere e alla nostra sicurezza.

## Il sostegno di Roosevelt al piano
Il Segretario al Tesoro Henry Morgenthau Jr. convinse Roosevelt a scrivere al segretario di stato Cordell Hull e al Ministro della Guerra Henry L. Stimson sostenendo che la politica di occupazione militare americana che prevedeva che «La Germania dovesse essere ricostruita tanto quanto i Paesi Bassi o il Belgio» era eccessivamente indulgente. Una politica migliore sarebbe stata quella di «fornire ai tedeschi tre volte al giorno, da parte delle cucine militari [americane, n.d.t.], un piatto di minestra ...» cosicché «...essi ricorderanno questa esperienza per tutto il resto delle loro vite.»
Morgenthau fu l'unico membro del Gabinetto invitato a partecipare alla Seconda conferenza di Québec, nel corso della quale fu concordato il piano.
I motivi che spinsero Roosevelt ad approvare le proposte di Morgenthau possono essere attribuiti al suo desiderio di mantenere buoni rapporti con Stalin e alla sua personale convinzione che la Germania avrebbe dovuto essere trattata duramente. In una lettera del 26 agosto 1944, indirizzata alla regina Guglielmina dei Paesi Bassi, Roosevelt scrisse che:
(Franklin D. Roosevelt: The Roosevelt Letters, volume III: 1928–1945, London, 1952)
Viene anche citato quanto Rooswelt disse a Morgenthau: 
(Franklin D. Roosevelt,da: Blum, p. 342)

Il Piano Morghenthau incontrò forte opposizione all'interno del governo del presidente Roosevelt. Il ministro della Guerra Stimson disse: 
(Henry L. Stimson)
Stimson puntualizzò successivamente che il piano violava la Carta Atlantica che prometteva uguali opportunità nel perseguire il raggiungimento della felicità da parte sia dei vincitori sia dei vinti. In una nota al Presidente datata 5 settembre 1944, Stimson scriveva:
Noi prevediamo l'alienazione dalla Germania della sovranità sulla Prussia Orientale, sulla Slesia Superiore, sull'Alsazia-Lorena (con l'eccezione della parte della prima che contiene materie prime importanti) insieme all'imposizione di controlli generali sull'Economia. Noi consideriamo anche la bontà di una possibile separazione della Germania in due parti, una settentrionale e una meridionale, così come la creazione di uno Stato internazionale nella Ruhr. Con tali provvedimenti, o anche con solo alcuni di essi, non dovrebbe essere necessario per noi annullare tutta l'attività industriale nella regione della Ruhr, per impedirne un futuro cattivo uso. Né io posso essere d'accordo sul fatto che debba essere nostro proposito quello di tenere la popolazione della Germania a un livello di sussistenza, se questo significa [tenerlo] sull'orlo della miseria.
Il Segretario di Stato Hull si ritenne offeso dalla inconceivable intrusion (inconcepibile intromissione) di Morgenthau nella politica estera. Hull disse a Roosevelt che il piano avrebbe favorito una resistenza [tedesca] fino all'ultima trincea, il che sarebbe costato migliaia di vite americane. Hull era così irritato dal piano che offrì le sue dimissioni dal governo (questa affermazione sui motivi di Hull per dimettersi è altamente discutibile. La lettera di dimissioni di Hull, consultabile  qui, palesa che il cattivo stato di salute fu il motivo delle dimissioni e che Hull desiderava rimanere in servizio):
(Cordell Hull, dalla lettera di dimissioni indirizzata a F.D. Rooswelt)

## Il sostegno di Churchill al piano
Churchill non era propenso a sostenere la proposta dicendo:

Roosevelt ricordò a Churchill i commenti di Stalin alla Conferenza di Teheran e gli chiese: 
(Franklin D. Roosevelt a W. Churchill)
L'incontro fra i due statisti terminò con il dissenso di Churchill ma Roosevelt suggerì che Morgenthau e White continuassero a discutere [il piano] con l'assistente personale di Churchill, Lord Cherwell. Quest'ultimo fu descritto come se «...avesse un odio verso la Germania nazista quasi patologico e come un quasi medioevale spirito di vendetta facesse parte del suo carattere.»
Morgenthau avrebbe detto in proposito ai suoi collaboratori che «Io devo fortemente sottolineare quanto sia stato di aiuto Lord Cherwell, dato che egli ci consigliò come trattare con Churchill». In ogni caso Cherwell riuscì a persuadere Churchill a cambiare idea. Più tardi Churchill ebbe a dire:
Inizialmente io ero fortemente contrario all'idea [quella del piano n.d.t.], ma il Presidente e il sig. Morgenthau — al quale avemmo molto da chiedere — insistette talmente che finimmo con il prenderla in considerazione.
Qualcuno ha letto nella frase «...al quale avemmo molto da chiedere...» l'ammissione che l'assenso di Churchill fosse stato "comprato" ed evidenzia un memo del 15 settembre da Roosevelt a Hull, ove si dice che «...Morgenthau ha presentato a Quebec, insieme al suo piano per la Germania, una proposta di crediti alla Gran Bretagna per un ammontare di sei miliardi e mezzo di dollari.» Il commento di Hull fu che:
Ciò può far pensare a qualcuno il quid pro quo con il quale il Segretario al Tesoro riuscì a ottenere l'adesione del signor Churchill a questo catastrofico piano.
Dopo la morte di Harry Dexter White, visto da molti come il reale estensore del piano, si scoprì che egli aveva passato informazioni all'Unione Sovietica, allora alleata degli Stati Uniti.
A Quebec, White si accertò che Lord Cherwell avesse capito che gli aiuti economici alla Gran Bretagna dipendevano dall'adesione inglese al piano Morgenthau.
Durante la firma [di approvazione, n.d.t.] del piano, che coincise con quella dell'accordo sui prestiti, il presidente Roosevelt propose che il piano fosse sottoscritto per primo. Ciò spinse a Churchill a esclamare:
(Winston Churchill)

## Parziale rifiuto del piano
Anthony Eden espresse una forte opposizione al piano Morgenthau e, con il sostegno di alcuni, riuscì, in Inghilterra, a farlo accantonare. Negli Stati Uniti Hull sostenne che nulla sarebbe stato lasciato alla Germania tranne che la terra e che solo il 60% dei tedeschi viveva di agricoltura, il che avrebbe significato la fine per il 40% dei tedeschi. Stimson manifestò a Roosevelt la sua contrarietà ancor più vivacemente. Secondo Stimson il presidente disse che lui voleva solo aiutare la Gran Bretagna a ricevere una parte della Ruhr e che non intendeva affatto eliminare del tutto l'industria in Germania. Stimson replicò: «Non mi piace che lei faccia l'ipocrita con me» e gli lesse di rimando ciò che lui [il Presidente Roosevelt] aveva firmato. Colpito da questo comportamento, Roosevelt disse che lui «...non aveva idea di chi avesse incominciato.» La teoria che Roosevelt non stesse respingendo veramente il piano, ma solo procrastinandone l'attuazione in tempi più calmi è sostenuta dalla moglie Eleonor, che afferma di non aver mai sentito il marito dire che non fosse d'accordo sulla sostanza del piano e che credesse che «...le ripercussioni causate dagli articoli della stampa gli fecero capire che sarebbe stato saggio abbandonare qualunque decisione definitiva in quel momento».
Il 10 maggio del 1945 il presidente Truman decretò la direttiva JCS 1067 indirizzata alle Forze Armate statunitensi di occupazione in Germania che imponeva di «...non muovere alcun passo verso la riabilitazione economica della Germania né verso il mantenimento o il rafforzamento dell'economia tedesca.» Questa fu una versione modificata del piano Morgenthau. L'effetto ultimo fu che alla Germania non fu realisticamente consentito di produrre beni di esportazione destinati all'acquisto di cibo. A milioni di tedeschi furono fornite magre razioni da fame e il 1947 fu l'anno peggiore. Ci vollero due anni (dal 1945 al 1947) di morte e malattia e il timore che una Germania allo stremo alimentare potesse diventare comunista prima che il Segretario di Stato James F. Byrnes tenesse il suo famoso discorso a Stoccarda. La storia di Byrnes fu piuttosto controversa: nel luglio del 1945 a Potsdam egli si dichiarò d'accordo nell'assegnare temporaneamente una zona della Slesia meridionale all'Amministrazione polacca, il che fu più di quanto Polonia e Unione Sovietica si attendessero. Le manovre di Byrnes non piacquero affatto agli inglesi.
Lo smantellamento dell'industria tedesca terminò nel 1951 ma il "disarmo industriale" proseguì con restrizioni alla produzione tedesca effettiva di acciaio, a quella potenziale e altre restrizioni nelle industrie-chiave. Tutte le rimanenti restrizioni furono infine tolte il 5 maggio 1955. «L'ultimo atto del dramma di Morgenthau ebbe luogo in quella data o quando il protettorato della Saar fu restituito alla Germania.»

## Conseguenze sulla guerra
Il 21 settembre 1944 il giornalista Drew Pearson rese pubblico il piano, che lui personalmente approvava. Ma articoli molto più critici nei confronti del medesimo comparvero subito dopo sul New York Times e sul Wall Street Journal.
Joseph Goebbels affermò che "l'ebreo Morgenthau" voleva fare della Germania un gigantesco campo di patate. Egli utilizzò il Piano per la sua propaganda in modo massiccio. Il titolo di testa del quotidiano tedesco del Partito Nazista, il Völkischer Beobachter, fu:
 ROOSEVELT E CHURCHILL CONCORDANO CON IL PIANO ASSASSINO EBRAICO! 

Il Washington Post sollecitò la fine dell'aiuto al dott. Goebbels, sostenendo che se la Germania sospettava che altro non poteva attendersi da una sconfitta che la totale distruzione, i tedeschi avrebbero combattuto fino allo stremo. Il candidato repubblicano alla Presidenza, Thomas E. Dewey lamentò nella sua campagna elettorale che la Germania era stata terrorizzata dal Piano e indotta così a una resistenza fanatica. 
(Thomas E. Dewey)
Il generale George Marshall si lamentò con Morgenthau che la resistenza delle truppe tedesche era stata rafforzata.
Nella speranza di convincere Morgenthau a ritirare il suo piano, il genero del presidente Roosevelt, tenente colonnello John Boettiger, che lavorava al ministero Usa della guerra, spiegò a Morgenthau come le truppe americane, che avevano dovuto combattere per cinque settimane contro una fiera resistenza germanica per poter occupare la città di Aquisgrana, si erano lamentate con lui che il Piano Morgenthau equivaleva a un regalo ai tedeschi di trenta divisioni. Tuttavia Morgenthau si rifiutò di ritirare il piano.
L'11 dicembre l'OSS, nella persona dell'agente operativo William Donovan, inviò da Berna al presidente Roosevelt un messaggio telegrafico avvisandolo delle conseguenze che la divulgazione del Piano Morgenthau aveva avuto sulla resistenza delle truppe tedesche. Secondo Donovan, mostrare a queste che il nemico progettava l'asservimento della Germania, aveva unito al regime nazista anche il tedesco indifferente o non politicizzato e i soldati tedeschi continuavano a combattere poiché erano convinti che la sconfitta non avrebbe portato altro che oppressione e sfruttamento. Il messaggio di Donovan era la traduzione in lingua inglese di un articolo allora recentemente comparso sul quotidiano svizzero di lingua tedesca Neue Zürcher Zeitung:
Fino a ora gli Alleati non hanno offerto all'opposizione [tedesca] alcun serio incoraggiamento. Al contrario, essi hanno viepiù unito il popolo ai nazisti grazie alle loro affermazioni pubblicate o per indifferenza o di proposito. Per fare un esempio recente, il Piano Morgenthau ha fornito al dott. Goebbels un'ottima opportunità. Egli è stato messo in grado di provare ai suoi compatrioti, nero su bianco, che il nemico pianifica la messa in schiavitù della Germania. La convinzione che la Germania non abbia nulla da attendersi da una sconfitta se non oppressione e sfruttamento prevale tuttora e dà conto del fatto che i tedeschi continuino a combattere. Non è una questione di regime, ma della patria stessa e per salvarla ogni tedesco è pronto a obbedire, si tratti di nazisti o di membri dell'opposizione. 

## La direttivaJoint Chief Staff1067
Il 20 marzo 1945 il presidente Roosevelt fu avvertito che la direttiva JCS (Joint Chiefs of Staff = Stati Maggiori riuniti) non era praticabile: avrebbe lasciato la Germania «cuocersi nel proprio brodo». La risposta di Roosevelt fu: «Date loro la minestra! Lasciate affondare la loro economia».
Alla domanda se voleva che il popolo tedesco morisse di fame, egli rispose: «Perché no?»
Il 10 maggio 1945 Truman firmò la direttiva JCS 1067. Morgenthau disse ai suoi collaboratori che quello era un gran giorno per il Tesoro e che egli sperava che qualcuno non lo riconoscesse come Piano Morgenthau.
Nella Germania occupata Morgenthau lasciò un'eredità che nell'Ufficio del governo militare degli Stati Uniti fu chiamata "i ragazzi di Morgenthau". Questi erano funzionari del Tesoro Usa che il generale Eisenhower aveva preso in prestito per le Forze di occupazione. Costoro si assicuravano che la direttiva JCS 1067 fosse interpretata nel modo più letterale possibile. La loro attività raggiunse l'apice nei primi mesi cruciali di occupazione, ma continuò per almeno due anni dopo le dimissioni di Morgenthau a metà del 1945 e anche dopo quelle del colonnello Bernard Bernstein, considerato il depositario dello spirito di Morgenthau nelle Forze di Occupazione.
Morgenthau era riuscito a esercitare una notevole influenza sulla direttiva JCS 1067. Essa rimase alla base della politica di occupazione americana fino a luglio 1947 e, come il Piano Morgenthau, mirava a ridurre il popolo tedesco a un mero livello di sopravvivenza. La produzione di petrolio, gomma, navi mercantili e aerei era vietata. Le forze occupanti non dovevano aiutare lo sviluppo economico in settori diversi da quello agricolo.
Nel suo libro del 1950 Decision in Germany, Clay scrive: «Ci parve ovvio che la Germania avrebbe patito la fame a meno di non poter produrre per esportare e che la prima cosa da fare era far rivivere la produzione industriale». Lewis Douglas, consigliere capo del generale Lucius Clay, Alto Commissario USA, denunciò la direttiva JCS 1067 dicendo: 
Questa [la direttiva] fu redatta da economisti idioti. Non ha senso vietare ai più preparati lavoratori d'Europa di produrre, quando lo possono fare in un continente che ha disperatamente bisogno di tutto. 
Douglas andò a Washington con la speranza di ottenere la revisione della direttiva ma non ottenne nulla.
Il Comitato Giuridico del Senato degli Stati Uniti affermò: «Durante i primi due anni dell'occupazione alleata il programma del Tesoro di smantellamento dell'industria fu energicamente attuato dai funzionari americani».
Nel luglio del 1947 la direttiva JCS 1067 fu sostituita dalla JCS 1779, che stabiliva il contrario della precedente: «Un'ordinata e prosperosa Europa ha bisogno dei contributi economici di una stabile e produttiva Germania».
Ci vollero più di due mesi al generale Clay per superare le continue resistenze alla nuova direttiva JCS 1779 ma il 10 luglio 1947 essa venne finalmente approvata in una riunione del Comitato di Coordinamento Stato-Guerra-Marina degli Stati Uniti. La versione finale del documento «… fu emendata degli elementi più importanti del Piano Morgenthau …».
Vladimir Petrov, un esperto finanziario dell'occupazione, scrisse «Proibendo l'esercito Usa il mantenimento dei prezzi, delle merci e il controllo del mercato, essa [la direttiva JCS 1067] decretò letteralmente, come un funzionario del Dipartimento di Stato ebbe a osservare, il caos economico.»
Nel 1947 il Congresso degli Stati Uniti avvertì che la prosecuzione della politica corrente
 …può solo significare una delle due cose, (a) una parte della popolazione tedesca deve essere "liquidata" mediante malattie, denutrizione e lenta inedia negli anni a venire, con risultanti danni per il resto dell'Europa derivanti da epidemie e diffusione di pestilenze che non conoscono confini, oppure (b) la continuazione della occupazione con un nutrito contingente di forze armate per limitare le conseguenze e arrecare sollievo alla carestia prevalentemente con aiuti provenienti dagli Stati Uniti. 
Le condizioni [del popolo] in Germania hanno raggiunto il loro livello più basso nel 1947. Le condizioni di vita erano considerate peggiori nel 1947 che nel 1945 o nel 1946. A una razione di 1.040 calorie giornaliere, la malnutrizione era al suo peggior livello nella Germania del dopoguerra. Herbert Hoover sostenne che quest'entità di cibo era a mala pena più di quella che causò la morte di migliaia di persone nei campi di concentramento nazisti.
Vladimir Petrov conclude: «I vittoriosi alleati … ritardarono di parecchi anni la ricostruzione del continente devastato dalla Guerra, una ricostruzione che conseguentemente costò agli Stati Uniti miliardi di dollari.»
In vista dell'aumentato interesse da parte del generale Lucius D. Clay e del Consiglio degli Stati Maggiori sulla influenza comunista in Germania, così come la caduta economica nel resto dell'Europa da recuperare senza la base industriale tedesca dalla quale essa dipendeva, nell'estate del 1947 al Segretario di Stato George Marshall, citando "motivi di sicurezza nazionale", fu finalmente possibile convincere il presidente Harry S. Truman ad abolire la direttiva JCS 1067 rimpiazzandola con la JCS 1779. La prima era rimasta in vigore per oltre due anni.
I Morgenthau boys diedero in massa le loro dimissioni allorché fu approvata la direttiva JCS 1779, ma prima di dimettersi i suoi seguaci della divisione "decartelizzazione" della OMGUS portarono a termine il loro ultimo compito nella primavera del 1947: la distruzione del vecchio sistema bancario tedesco. Rompendo i rapporti fra le banche tedesche essi interruppero il flusso del credito interbancario, limitandolo ai soli finanziamenti di breve periodo, impedendo così la ricostruzione dell'industria tedesca e provocando effetti negativi sulle zone occupate dall'amministrazione americana.
Con il cambiamento della politica di occupazione, grazie in gran parte alla riforma valutaria del 1948, la Germania riuscì finalmente a compiere un recupero impressionante, che successivamente verrà denominato Wirtschaftswunder (miracolo economico).

## L'attuazione e la realizzazione
Il piano fu realizzato, sebbene non nella sua versione estrema. Esso generò la direttiva JCS-1067 ( vedi (PDF).), che abbracciava l'idea di fare della Germania uno "Stato pastorale". La denominazione di questo concetto fu successivamente mutata in "livello di industria", ove la produzione della Germania doveva essere fortemente limitata ma non eliminata del tutto. Nessuna locomotiva avrebbe dovuto più esservi fabbricata fino al 1949 e la produzione di numerose industrie doveva essere dimezzata. Il livello quantitativo della produzione automobilistica avrebbe dovuto, ad esempio, essere portato al 10% di quello prebellico, ecc.

Il giorno 2 febbraio 1946 un dispaccio da Berlino recitava: «Alcuni progressi sono stati fatti nel convertire la Germania in un paese a economia agricola e piccolo-industriale», diceva il Brigadiere Generale H. Draper, Jr., capo della Divisione Economica americana, che evidenziava come vi fosse accordo generale sul piano. Egli spiegò che la situazione della futura economia tedesca era stata progettata per una popolazione di 66 milioni e mezzo di abitanti. Su questa base - egli disse - la nazione abbisognerà di ampie importazioni di cibo e di materie prime per poter mantenere il proprio standard di vita a un livello minimo. Un'intesa di massima - egli continuava - era stata raggiunta a proposito delle merci tedesche destinate all'esportazione, quali carbone, apparecchiature elettriche, lavorati in cuoio, birra, vini, alcolici, giocattoli, strumenti musicali, fibre tessili e abiti, che avrebbero dovuto rimpiazzare i prodotti dell'industria pesante che formavano gran parte delle esportazioni della Germania nel periodo pre-bellico.

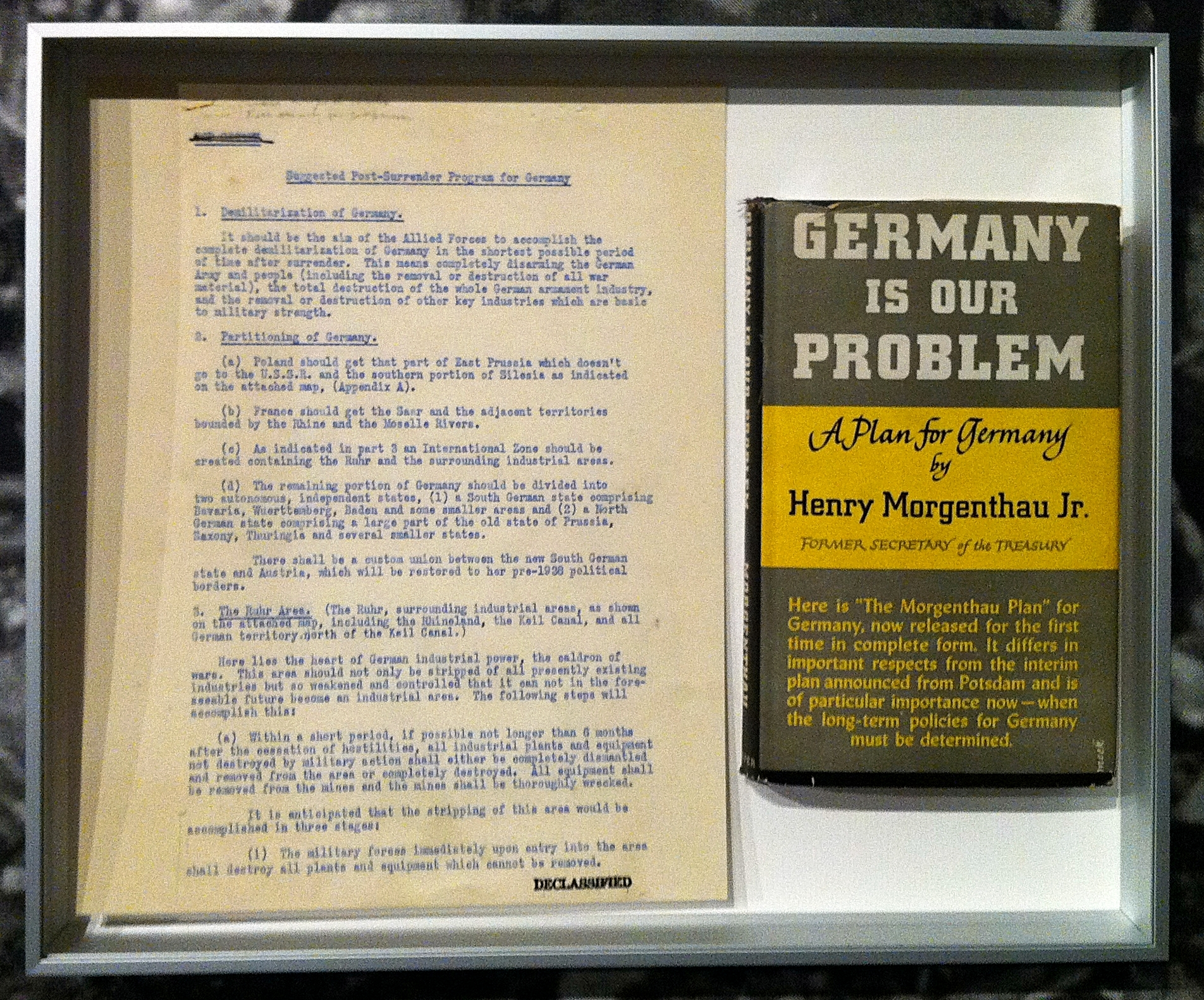
Il piano Morgenthau e il libro Germany is our Problem, scritto da Henry Morgenthau Jr.

Morgenthau aveva scritto un libro che descriveva il suo piano dettagliatamente dal titolo: Germany is Our Problem. Nel novembre del 1945 il generale Dwight D. Eisenhower, Governatore Militare della Zona di occupazione americana della Germania, approvò la distribuzione di un migliaio di copie del libro agli ufficiali delle Forze Armate americane di stanza in Germania.
Al 28 febbraio del 1947 si valutò in 4.160.000 il numero degli ex prigionieri di guerra tedeschi, rietichettati dal generale Eisenhower come Forze nemiche disarmate per eludere la Convenzione di Ginevra, che erano utilizzati come forza lavoro nei vari paesi alleati (cioè fuori dalla Germania): 3.000.000 in Unione Sovietica, 750.000 in Francia, 400.000 in Gran Bretagna e 10.000 in Belgio.  vedi (archiviato dall'url originale il 3 marzo 2016).
Il generale Patton si oppose a questo escamotage, sostenendo che si trattava di una pratica contraria agli ideali per i quali gli Stati Uniti d'America avevano combattuto nelle loro rivoluzione e guerra civile.
Nel contempo, in Germania gran parte della popolazione stava patendo la fame, al momento in cui, secondo uno studio condotto dall'ex presidente statunitense Herbert Hoover, la situazione nutrizionale dei paesi dell'Europa occidentale era quasi come quella pre-bellica. vedi (archiviato dall'url originale il 3 marzo 2016). Molti di questi prigionieri tedeschi erano utilizzati per compiere lavori pericolosi quali lo sminamento di campi minati.
In Germania la carestia era un problema acuto: secondo Alan S. Milward, nel periodo 1946–47, il numero di chilocalorie assunto mediamente ogni giorno da ogni cittadino tedesco era solo 1.080, un quantitativo insufficiente per mantenersi in salute a lungo termine. Altre fonti parlano di un quantitativo variabile in quel periodo da 1.000 a 1.500 chilocalorie giornaliere pro-capite. William L. Clayton, un uomo d'affari e ufficiale governativo statunitense relazionò a Washington che «... milioni di persone stanno lentamente morendo di fame».
Tutti gli impianti di produzione bellica, compresi alcuni che potevano essere convertiti per produzioni civili, furono smantellati o distrutti. Una gran parte degli impianti industriali per produzioni civili furono anch'essi smantellati e trasportati nei paesi delle nazioni vincitrici, prevalentemente in Francia e Unione Sovietica.
In aggiunta a quanto sopra fu attuata una politica generale di distruzione o limitazione della potenziale capacità produttiva di pace in accordo con l'obiettivo dello "Stato pastorale" e del "potenziale bellico". Il primo di questi fu espresso il 15 settembre 1944 a Quebec, mirato a: «Convertire la Germania in un paese prevalentemente agricolo e pastorale» e comprendeva «...le industrie della Ruhr e della Saar verranno poste fuori uso, chiuse ...»
I piani originali statunitensi per il "disarmo industriale" comprendevano la separazione della Saar e della Ruhr dalla Germania per rimuovere ciò che rimaneva del potenziale industriale tedesco. Nel marzo del 1947 non erano ancora stati abbandonati i piani di annessione della Ruhr alla Francia.
«La Ruhr - l'articolo del Times e l'editoriale sulla rottura verificatasi nei ranghi americani a proposito della Ruhr furono preciso il primo ed eccellente il secondo. Io sono rimasto seccato per l'arena nella quale lo scontro ha avuto luogo. Clay e Draper sostengono che la Germania diventerà comunista non appena sarà attuata una qualunque proposta che violi la sua integrità territoriale.» 
La Saar, un'altra importante fonte di carbone e dell'industria tedesca, stava ugualmente per essere perduta da parte della Germania. Essa fu tagliata fuori dalla Germania e le sue risorse furono poste sotto il controllo francese. Nel 1955 la Francia, sotto le pressioni della Germania e dei suoi nuovamente ritrovati alleati, indisse un plebiscito nella regione sulla questione della riunificazione della medesima alla Germania. Il voto a favore della riunificazione fu di gran lunga prevalente e il 1º gennaio 1957 la Saar si ricongiunse alla Germania Ovest. Dato che alla Germania era stata vietata sia la produzione di aeromobili sia quella di navi mercantili, tutte le attrezzature necessarie furono distrutte lungo un periodo di parecchi anni. Un esempio specifico di questo comportamento degli Alleati furono i cantieri Blohm & Voss di Amburgo, ove le distruzioni mediante uso di esplosivi ebbero luogo fino al 1949: tutto ciò che non poté essere smantellato fu fatto esplodere o distrutto in altro modo. Un tentativo di far rivivere su piccola scala la famosa azienda, avvenuto nel 1948, terminò con la detenzione dei proprietari e di alcuni dipendenti incarcerati dagli inglesi. Fu solo nel 1953 che la situazione incominciò gradualmente a migliorare per la Blohm & Voss, grazie in parte alle ripetute istanze del cancelliere tedesco Konrad Adenauer presso gli Alti commissari alleati.
Le esportazioni di legname tedesco dalla zona sotto controllo statunitense furono particolarmente elevate. Fonti del governo USA affermarono che lo scopo di tutto ciò era «... la distruzione definitiva del potenziale bellico delle foreste germaniche.» La conseguenza della pratica deforestazione estensiva era che «...le foreste potevano essere ricostituite solo con un programma di rimboschimento di durata secolare.»
Per un periodo di più anni la politica americana cambiò lentamente allontanandosi da questo obiettivo di "disarmo industriale". Il primo e principale punto di svolta fu il discorso Restatement of Policy on Germany (Revisione della politica sulla Germania), tenuto a Stoccarda dal segretario di Stato statunitense James F. Byrnes il 6 settembre 1946.
Vi sono molte illusioni in tutto questo modo di pensare al "potenziale bellico". Vi è l'illusione che la Nuova Germania, perdute le annessioni, possa essere ridotta a uno "Stato pastorale". Ciò non può essere realizzato a meno che noi non sterminiamo o deportiamo 25 milioni di persone. Ciò ridurrebbe la Germania alla densità abitativa francese.
Nel luglio del 1947 il presidente statunitense Harry S. Truman annullò, per "motivi di sicurezza nazionale" la direttiva JCS 1067, che aveva indirizzato le forze americane di occupazione in Germania a non intraprendere alcuno sforzo volto alla ricostruzione dell'economia tedesca. Tre mesi prima gli Stati Uniti e la Francia avevano concordato un programma di liberazione dei prigionieri di guerra tedeschi, cominciando col rilasciarne 20.000 al mese. Entro luglio dei 740.000 prigionieri trasferiti in Francia, 290.000 erano già stati rilasciati.
In aggiunta alle barriere fisiche che dovevano essere superate, per il recupero dell'economia tedesca vi erano anche sfide intellettuali. Gli Alleati avevano confiscato proprietà intellettuali di gran valore, tutti i brevetti sia in Germania sia altrove, e li usarono per rafforzare la loro competitività industriale dandoli in licenza alle aziende dei loro paesi. Incominciando subito dopo la resa della Germania e continuando per i successivi due anni, gli Stati Uniti perseguirono un deciso piano di raccolta di tutto lo know-how scientifico così come quella dei brevetti. John Gimbel giunge alla conclusione, nel suo libro Science Technology and Reparations: Exploitation and Plunder in Postwar Germany (Scienza tecnologia e riparazioni: sfruttamento e saccheggio nella Germania postbellica), che le "riparazioni [dei danni di guerra, n.d.t.] di genere intellettuale" ottenute da Stati Uniti e Gran Bretagna ammontavano a circa 10 miliardi di dollari. Per più che i due anni che tale politica ebbe attuazione, nessuna ricerca poté essere sviluppata in Germania, dato che ogni risultato sarebbe divenuto automaticamente disponibile per i concorrenti d'oltremare, che erano incoraggiati dalle autorità di occupazione ad accedere alla documentazione e alle strutture relative. Nel frattempo, migliaia dei migliori ricercatori tedeschi furono messi al lavoro negli Stati Uniti, in Gran Bretagna e nell'Unione Sovietica  vedi. (vedi anche Operazione Paperclip).
Secondo alcuni studiosi il Piano Marshall, che fu esteso anche alla Germania Ovest dopo che ci si era resi conto che l'azzeramento dell'economia tedesca stava facendo regredire il recupero del resto d'Europa, non fu la forza prima che generò il "miracolo economico".
Secondo costoro l'ammontare di aiuti monetari (che avvenne sotto forma di prestiti) ricevuti dalla Germania attraverso il Piano Marshall (circa 1,4 miliardi di dollari in totale) fu ampiamente superato dall'ammontare di quanto i tedeschi dovettero rifondere come riparazioni di guerra, sommati agli addebiti posti loro dagli alleati per ripagare le spese di occupazione (circa 2,4 miliardi di dollari l'anno). Nel 1953 si decise che la Germania dovesse restituire 1,1 miliardi di dollari di aiuti ricevuti. L'ultimo pagamento ebbe luogo nel giugno del 1971.
In una palesemente simbolica risoluzione del 2004 da parte della Camera Bassa del Parlamento polacco, furono richieste alla Germania riparazioni per un ammontare di 640 miliardi di dollari, soprattutto come arma da usare contro le pretese tedesche sulle proprietà germaniche degli ex territori tedeschi. In ogni caso, alla Conferenza di Potsdam l'Unione Sovietica si impegnò a soddisfare le richieste polacche cedendo la parte di sua spettanza riguardante gli obblighi di riparazione tedeschi nei suoi confronti. Nel 1953, la Polonia acconsentì a rinunciare a ulteriori richieste di riparazioni nei confronti della Germania ( vedi.). La Polonia era ora in possesso di quasi un quarto dei territori tedeschi anteguerra, compresi gli importanti centri industriali della Slesia e i più ricchi giacimenti carboniferi d'Europa ( vedi.). Inoltre molti tedeschi che abitavano prima della guerra entro i confini polacchi furono utilizzati per anni, prima della loro espulsione, come forza lavoro in campi di lavoro come quello diretto da Salomon Morel. Per esempio il Campo centrale di lavoro di Jaworzno e quelli di Potulice, di Łambinowice, di Zgoda e altri.
Nel 1949, il Cancelliere tedesco Konrad Adenauer scrisse agli Alleati chiedendo la fine della politica di smantellamento dell'industria, citando le relative contraddizioni fra l'incoraggiamento alla crescita e la rimozione delle fabbriche e anche l'impopolarità di tale politica.

## Valutazione e attinenza
Il punto di vista della classe dirigente tedesca, come espresso dal governo germanico, è che il piano Morgenthau non ebbe importanza significativa sulla politica delle forze occupanti nei confronti della Germania, ma che la propaganda nazista in merito ebbe effetti duraturi ed è tuttora utilizzato per motivi propagandistici dagli estremisti di destra.